# ヴェル＝ポン＝デュ＝ガール
ヴェル＝ポン＝デュ＝ガール（Vers-Pont-du-Gard、フランス語発音: [vɛʁs pɔ̃ dy ɡaʁ]; オック語のVèrs）は、フランス南部ガール県のコミューンである。
ポン・デュ・ガールはコミューンの区域内にある。

## ギャラリー

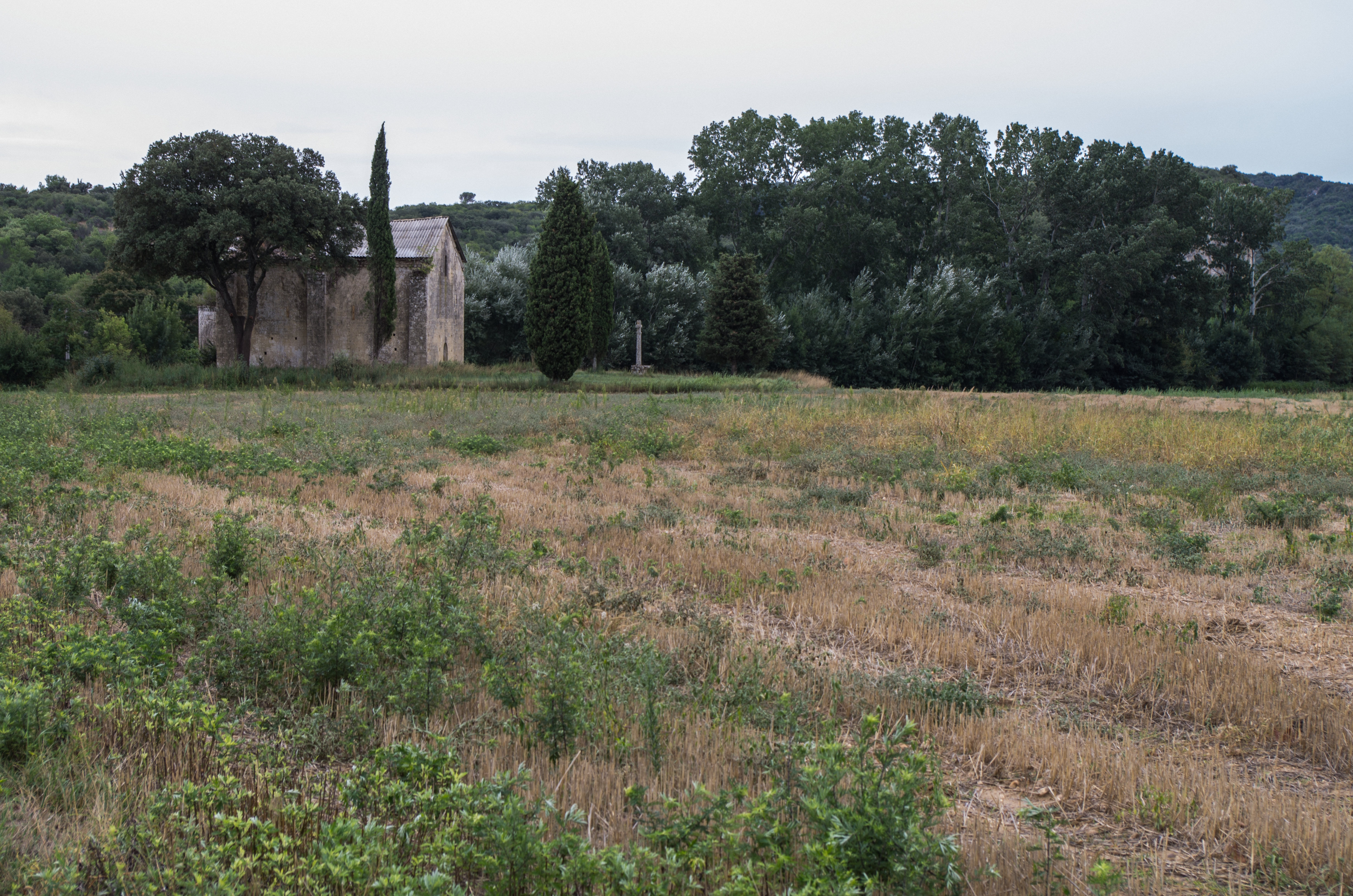
サンピエール礼拝堂
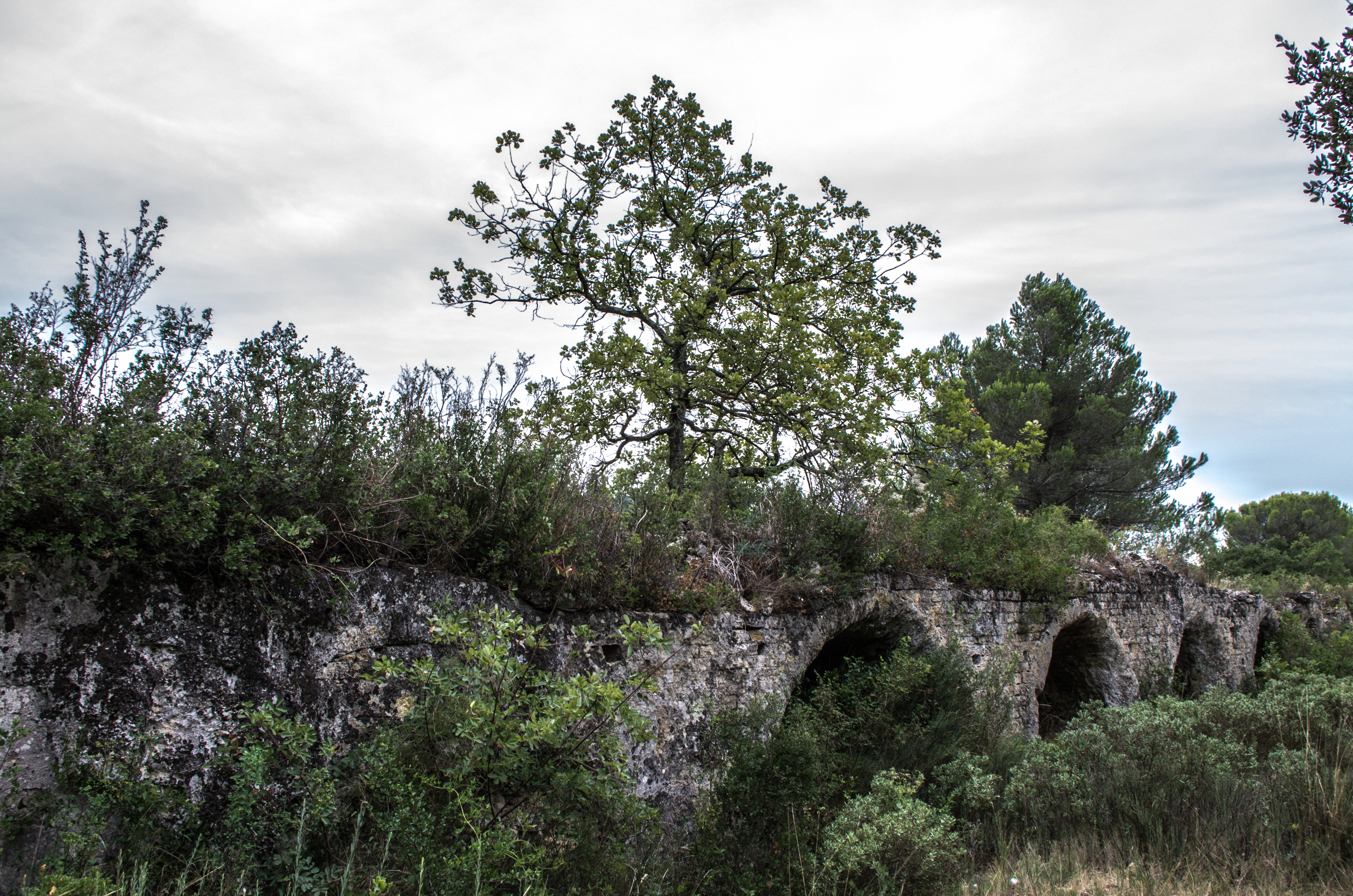
古代ローマ時代の水道橋1
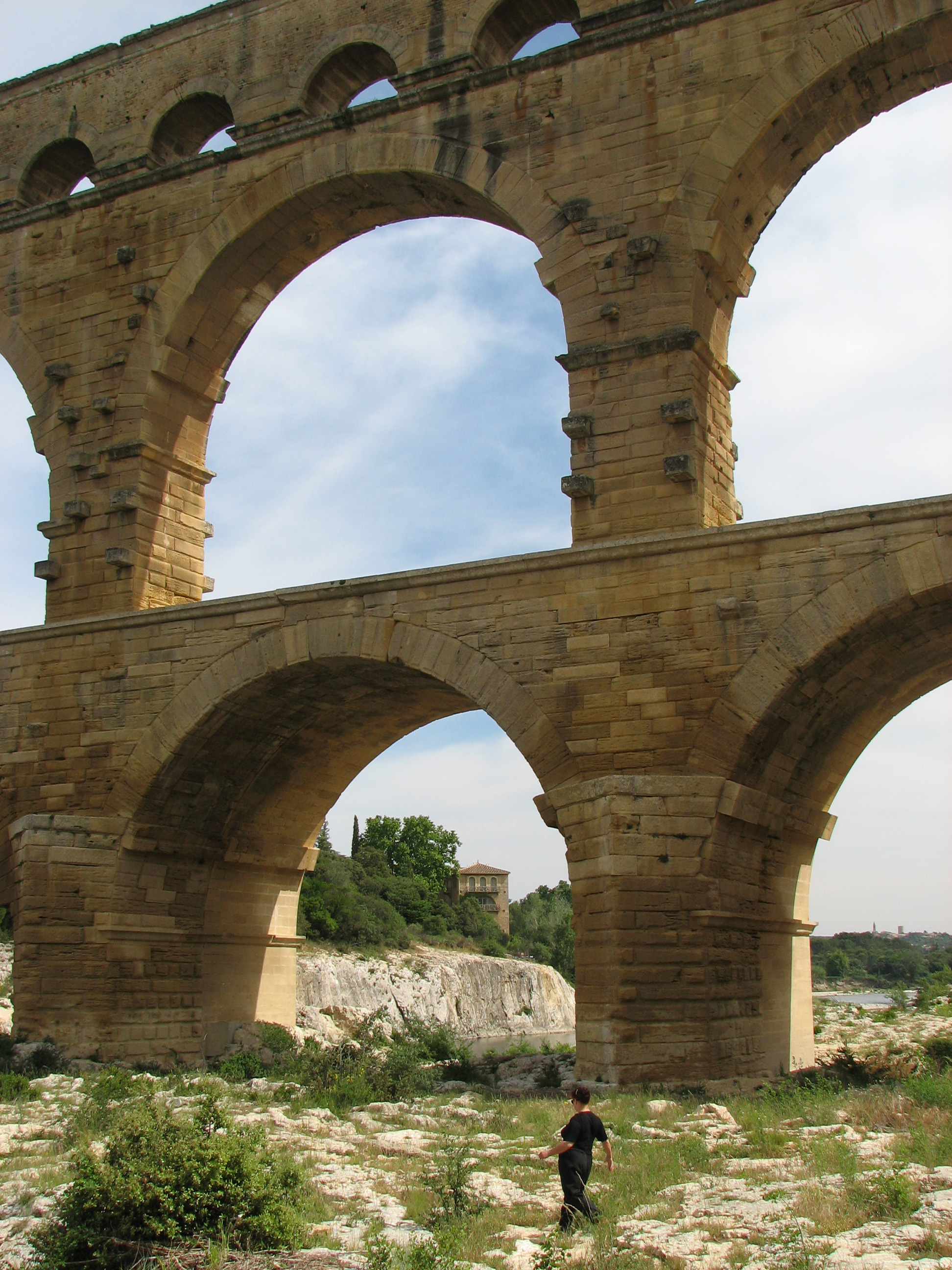
古代ローマ時代の水道橋2

## 人口の推移
次の表のとおりである。

## 国際交流
次の都市と姉妹都市提携している:
- サンタ・ヴィットーリア・ダルバ（イタリア）
- パレジュー（英語版）（スイス）